# Peuplier
Populus
Genre
Classification APG III (2009)
Les peupliers sont des arbres du genre Populus de la famille des Salicacées.

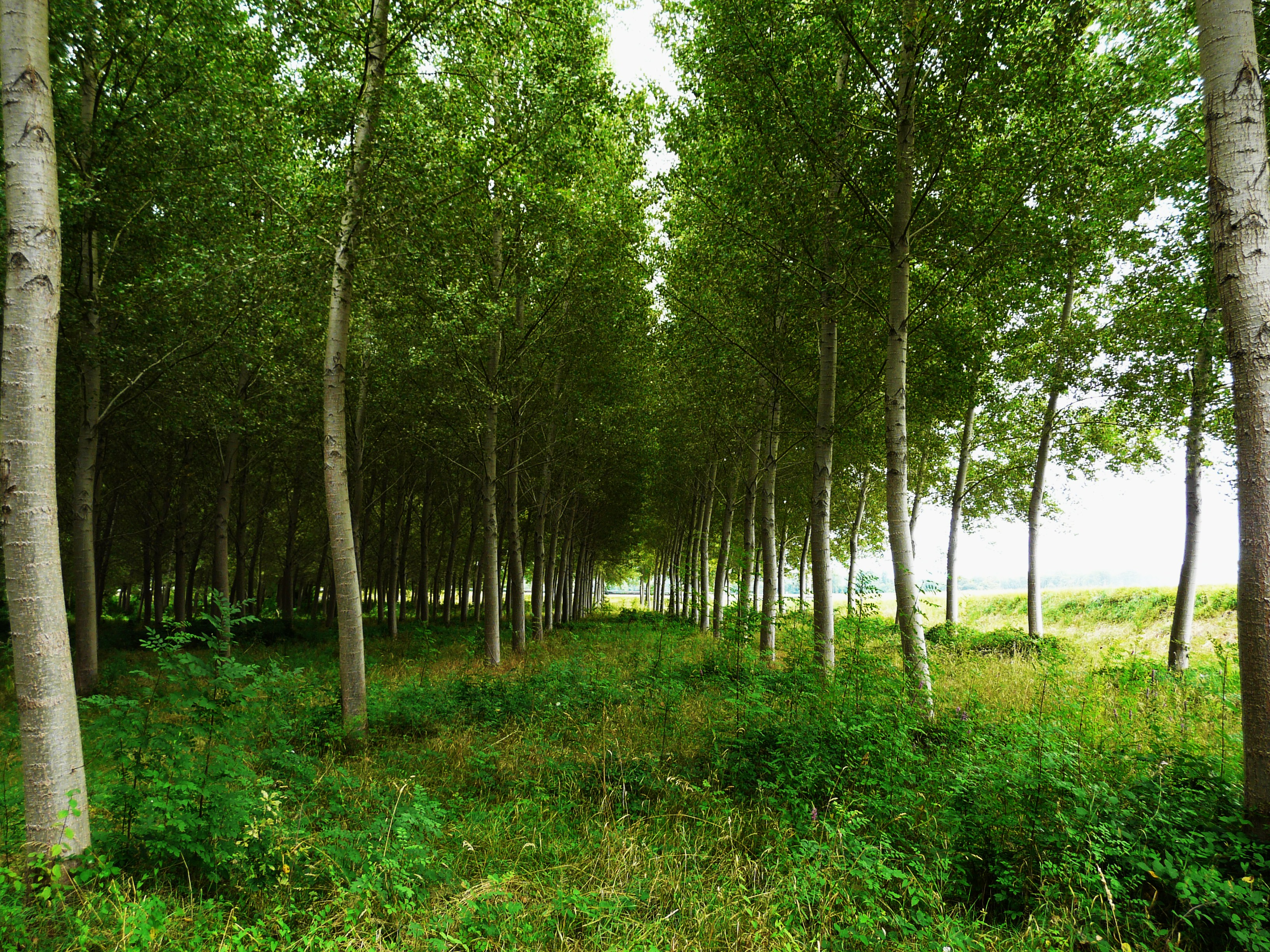
Peupleraie en Dordogne.

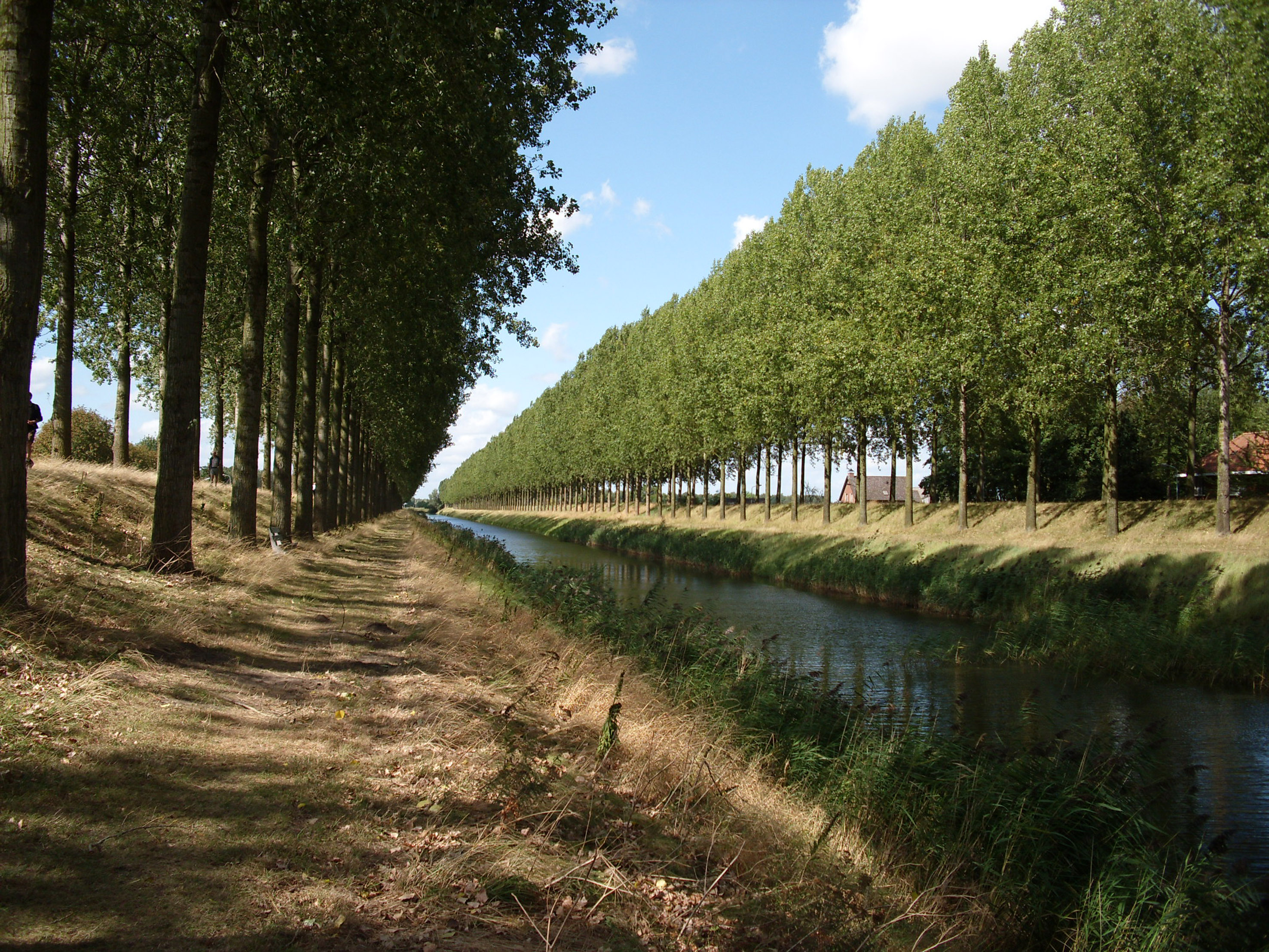
Alignements de peupliers le long d'un canal néerlandais.

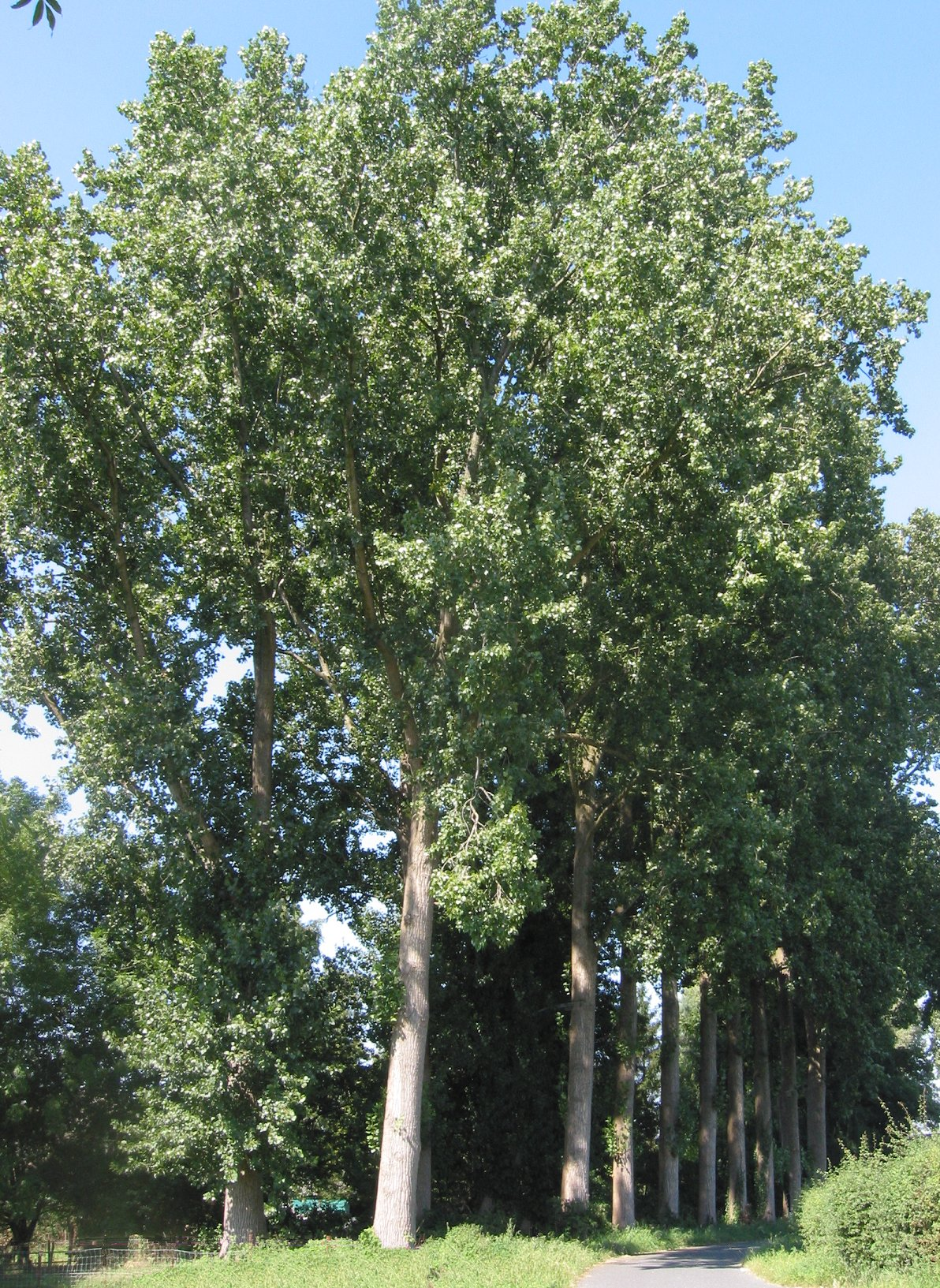
Peuplier canadien (Populus ×canadensis).

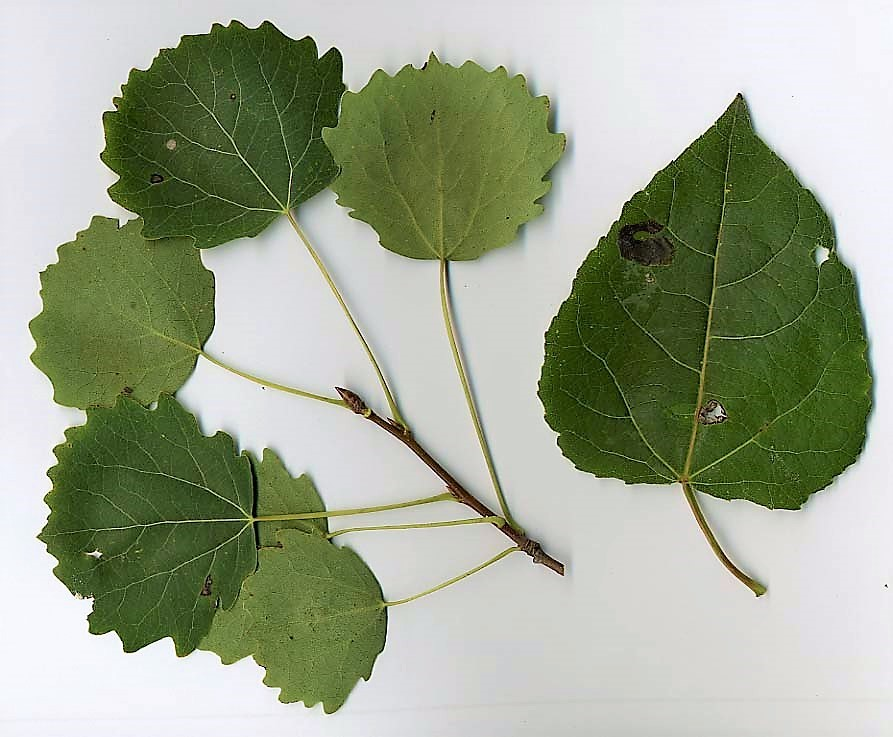
Feuilles du peuplier tremble eurasiatique (Populus tremula), de l'arbre adulte (à gauche), juvénile (à droite).

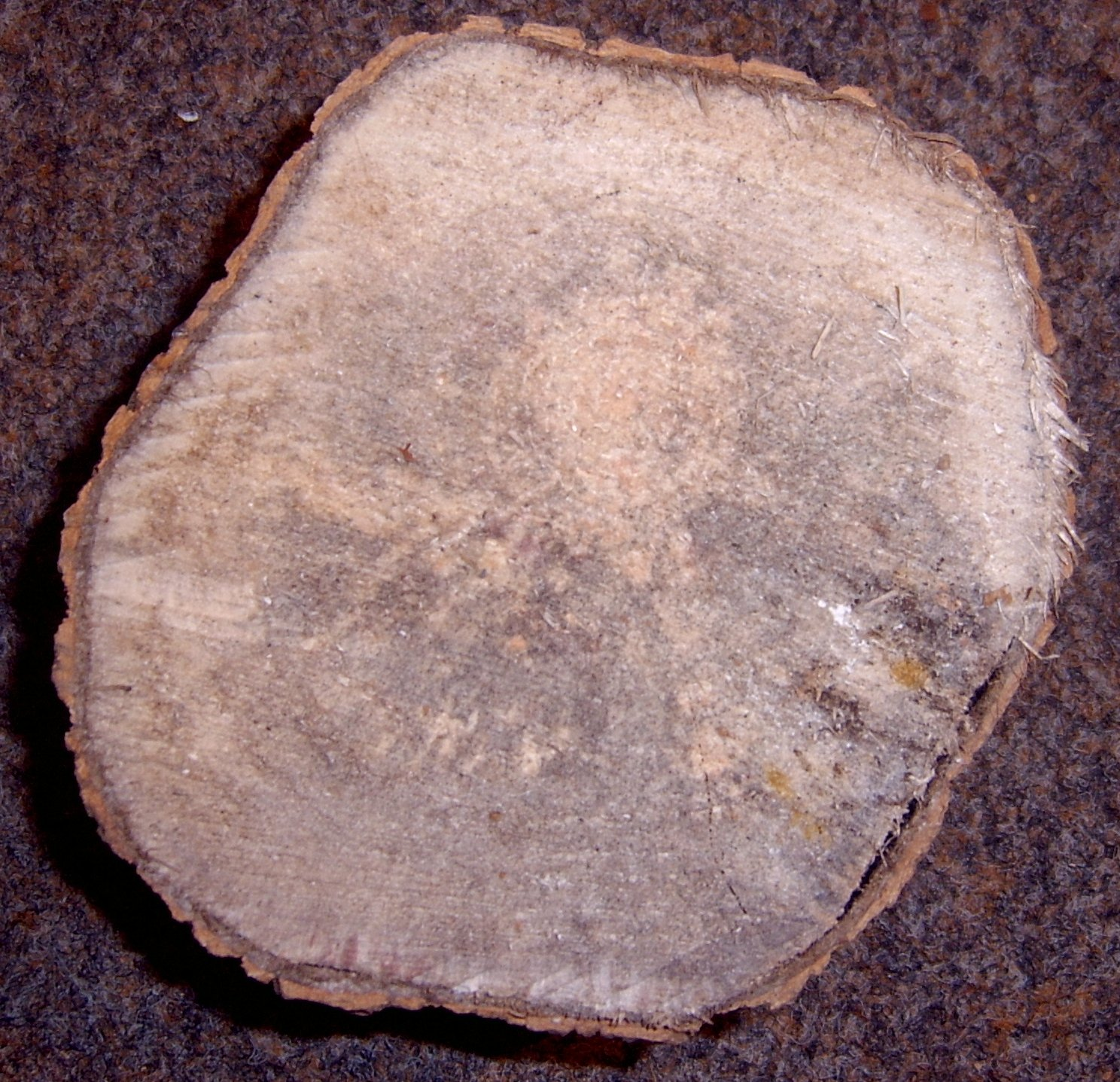
Section d'un tronc. L'écorce est fine. Le sciage a un effet localement pelucheux.

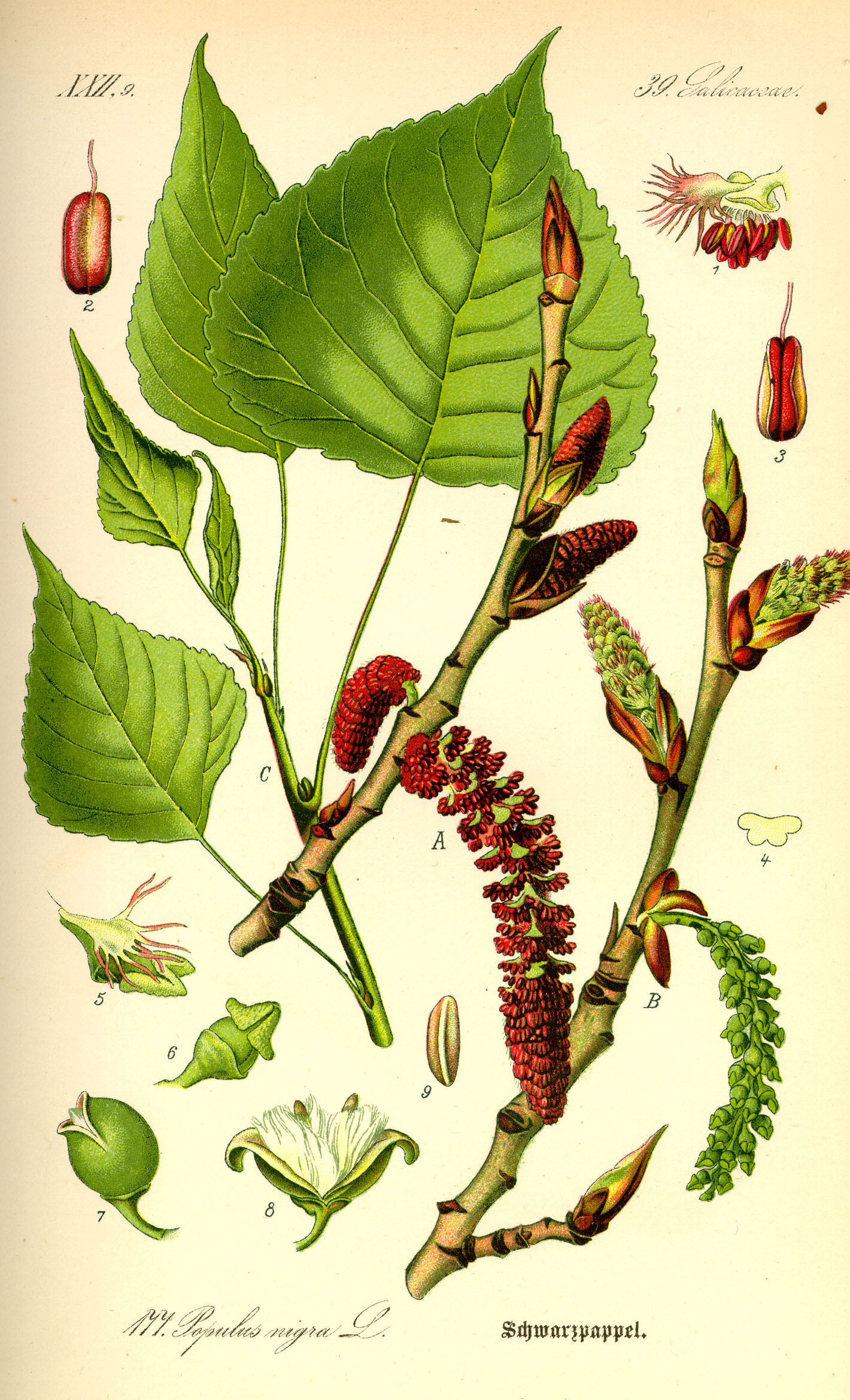
Peuplier noir, autrefois commun, en voie de forte raréfaction (disparition, localement) à la suite de son remplacement par des clones de cultivars.

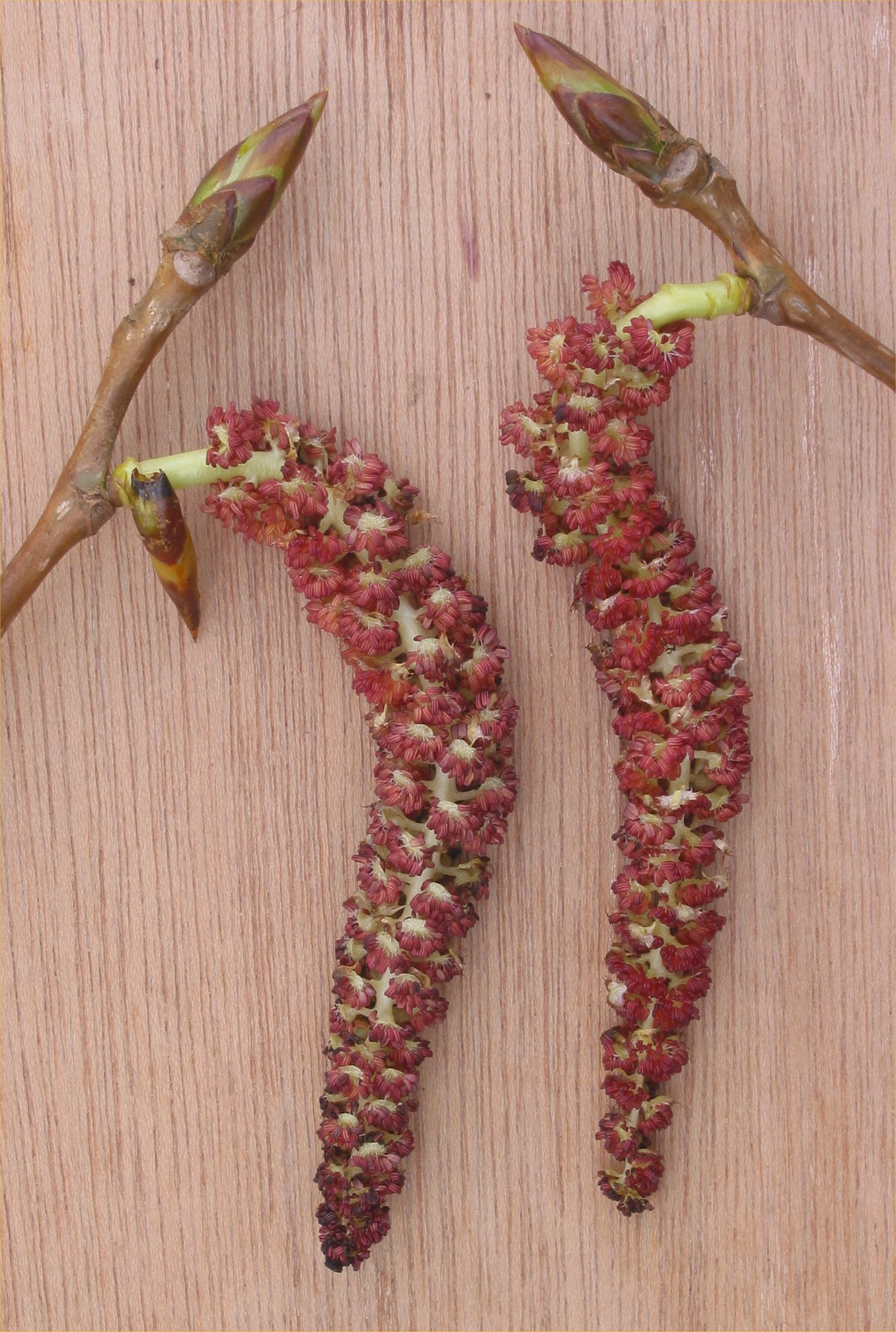
Inflorescence de peuplier canadien.

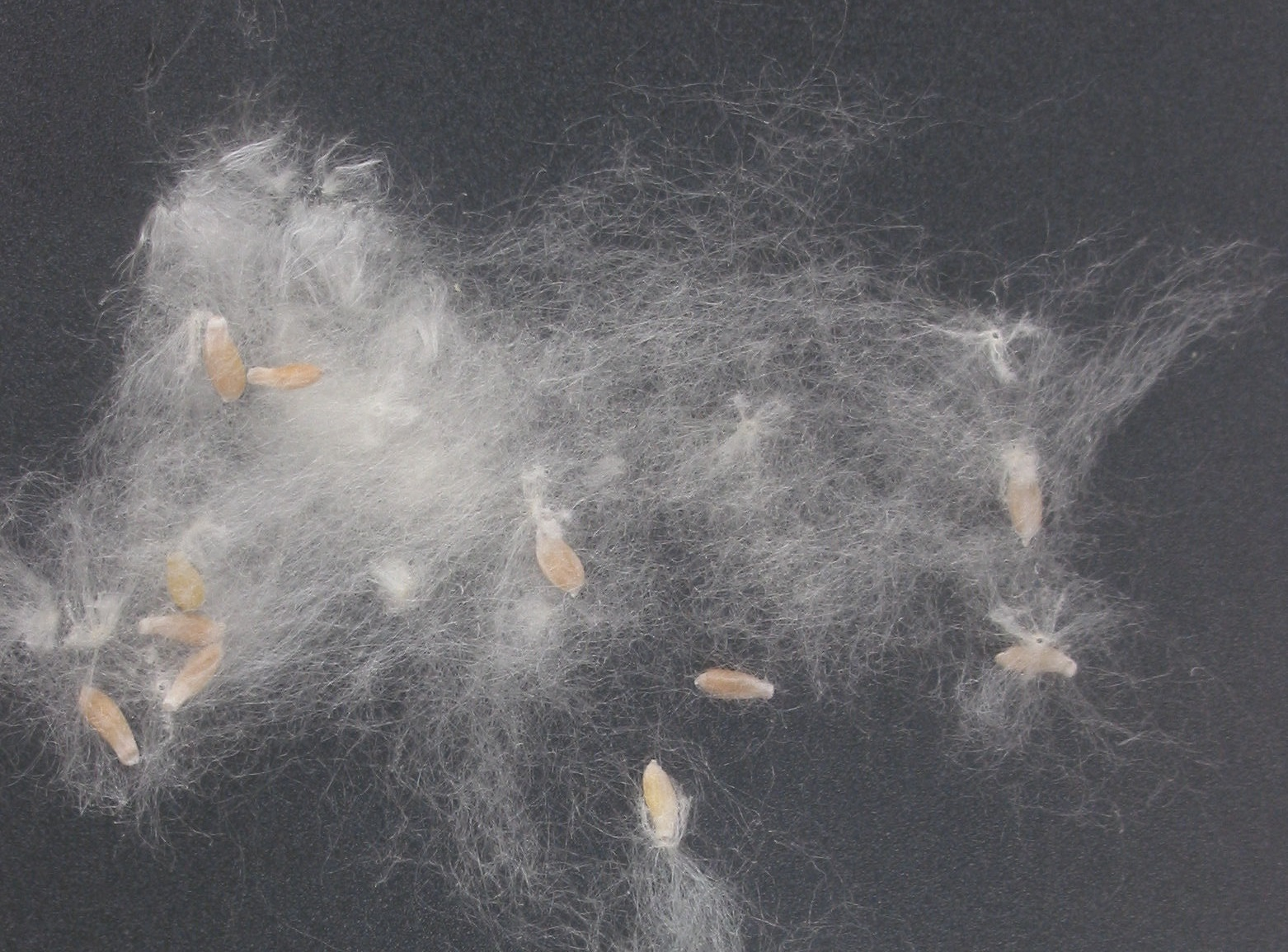
Graines de peuplier, et la bourre qui les aide à se faire transporter par le vent ou l'eau.

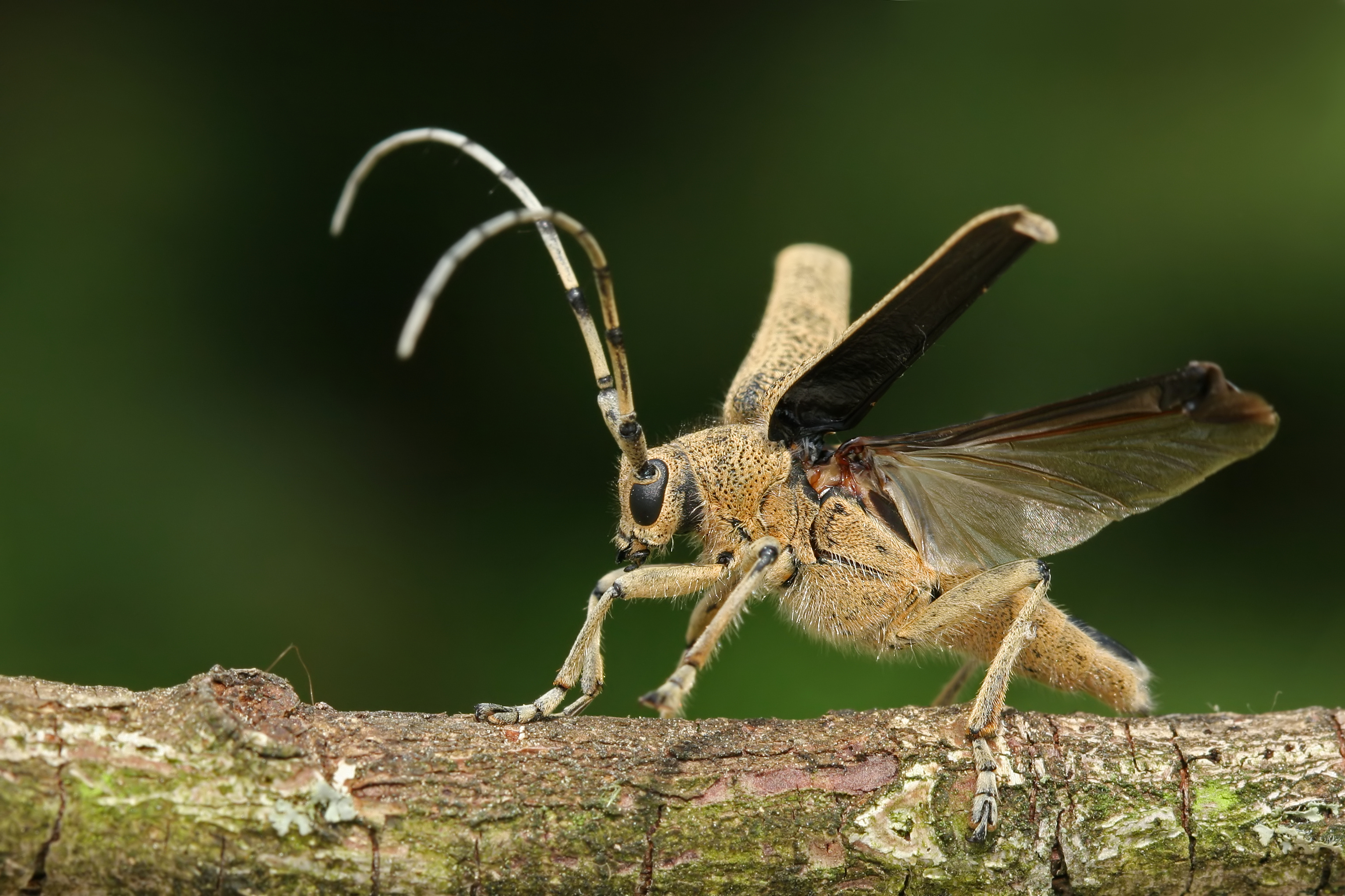
Saperda carcharias, l'un des insectes saproxylophages qui se nourrit du peuplier.

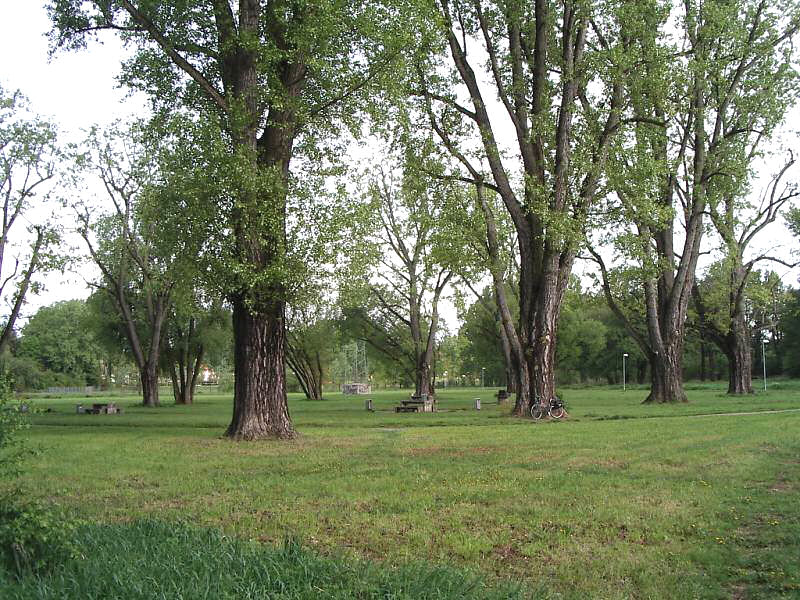
Grands peupliers dans un parc, près de la rivière Rednitz.

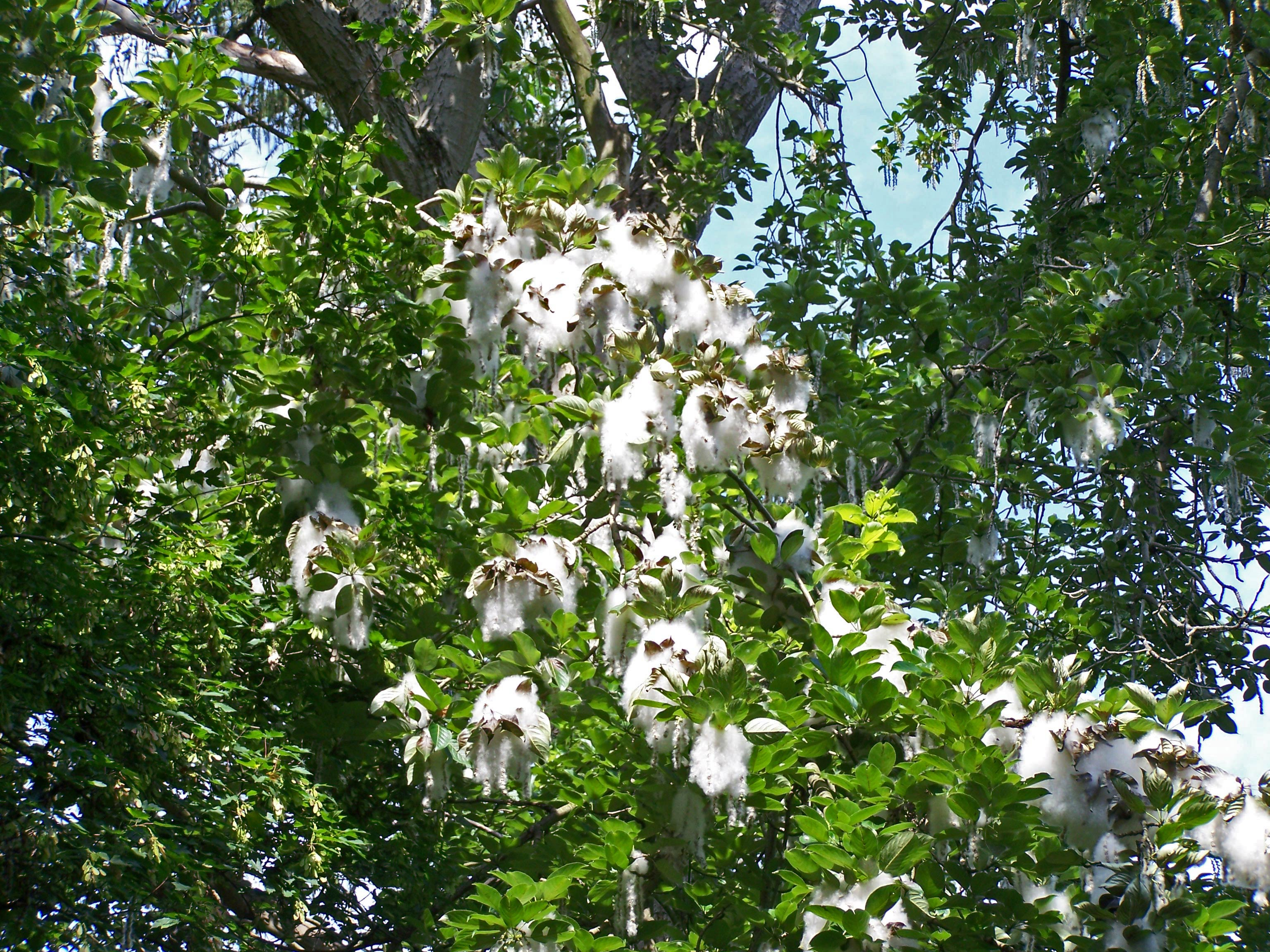
Bourre cotonneuse du Populus maximowiczii.

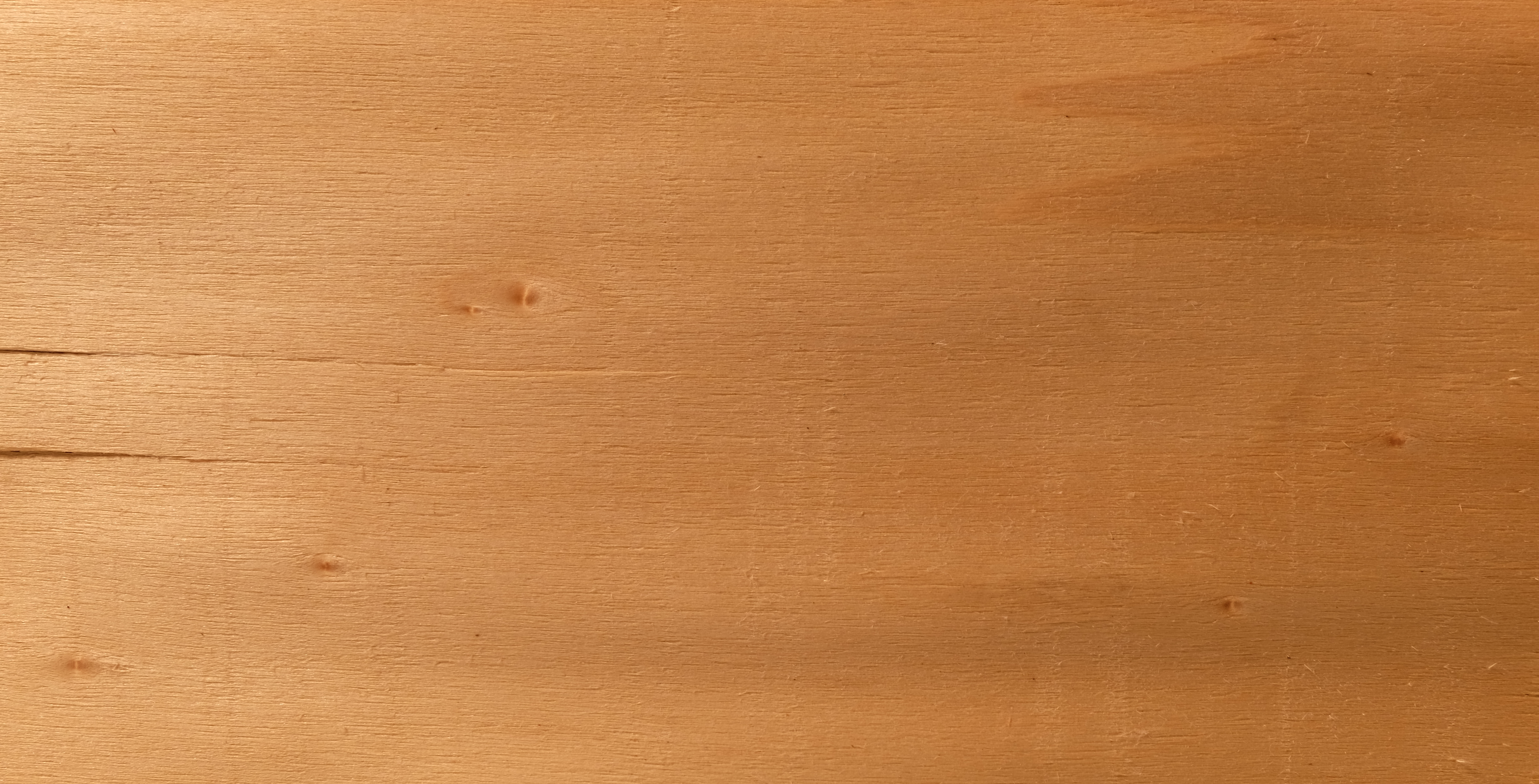
Bois de peuplier déroulé, fragile, mais léger.

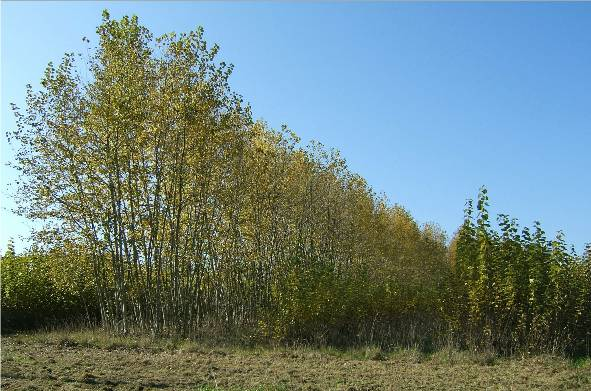
Cultures en courte rotation de cultivars de peupliers hybrides. Les plus grands à gauche ont 4 ans, et la rangée de droite a un an.

Le genre Populus englobe 35 espèces des régions tempérées et froides de l'hémisphère nord. Il comprend aussi de nombreux hybrides naturels ou artificiels (créés par l'être humain). Les peupliers, arbres à la croissance rapide se rencontrent rarement en forêt dense, mais plutôt dans les ripisylves et aux abords des zones humides où comme les saules, ils sont appréciés des castors et ils recèpent ou drageonnent facilement quand ils ont été coupés par ces derniers.
Ils croissent sur les terrains humides, voire temporairement inondés. Leur système racinaire, important, souvent superficiel et traçant (comme celui du peuplier d'Italie par exemple) peut détruire des murs, soulever les enrobés bitumés et coloniser des tuyaux d'égouts. Certaines espèces (peuplier tremble) peuvent pousser sur des sols sableux pauvres et supportent relativement bien les embruns marins, à une certaine distance de la mer toutefois.
Leur culture est nommée populiculture. En dehors des espèces spontanées, de nombreuses variétés ou cultivars sont à la disposition des sylviculteurs (populiculteurs). Le séquençage du génome du peuplier de l'Ouest a été annoncé en 2004 et publié en 2006. Le peuplier étant un arbre à croissance rapide (d'où une évaluation vite disponible lors de tests) et progressivement entièrement séquencé, il devient le premier arbre transgénique en 1986 et est depuis l'essence qui a fait l'objet du plus grand nombre d'essais et de tests (47 % en 2005) d'arbres génétiquement modifiés (une souche en France, par l'INRA et d'autres au Canada).

## Étymologie
« Peuplier » vient de pouplier, poplier, dérivé avec le suffixe -ier de l'ancien français pople, peuple (XVe siècle), du latin pōpǔlus, dont l'origine n'est pas connue et qui ne doit pas être confondu avec le mot latin signifiant « peuple » (pǒpǔlus).
Il existe pourtant une étymologie populaire qui relie ces deux mots, notamment parce que les places publiques romaines étaient ombragées de peupliers ou bien parce que que cet arbre pousse souvent en groupes denses comme une foule. Cette étymologie est fantaisiste. En effet, pǒpǔlus (« peuple ») est masculin et sa première syllabe est courte, tandis que pōpǔlus (« peuplier ») est féminin, comme tous les noms d'arbres en latin, et sa première syllabe est longue,.
Il existe aussi l'hypothèse (peu satisfaisante) d'un substrat méditerranéen plus ancien, étymologie rattachant le nom de cette espèce d'arbre au verbe grec papalein, en référence au tremblement caractéristique de ses feuilles triangulaires portées par un long pétiole ou à sa capacité à « se plier » lorsqu'il subit des vents violents.

## Caractéristiques générales

### Appareil végétatif
Ce sont de grands arbres à feuilles simples, alternes, cordiformes ou triangulaires ou ovales, caduques, acuminées, à long pétiole comprimé.
Le système racinaire est traçant et contribue à la dissémination par drageonnage à partir de racines superficielles.
L'écorce est plutôt pâle (chez le jeune arbre) et de plus en plus crevassée alors que l'arbre vieillit.
Le bois est blanc, léger, tendre, assez résistant, adhérent et peu fissile.

### Appareil reproducteur
Ces espèces sont dioïques (un individu est soit mâle, soit femelle). Les fleurs sont réunies en chatons pendants, qui apparaissent avant les feuilles. Leur périanthe est réduit à une cupule. Les fleurs mâles présentent de 8 à 30 étamines rougeâtres. L'ovaire de la fleur femelle est uniloculaire, à deux carpelles. Une fois fécondées, ces derniers forment une capsule uniloculaire à deux valves contenant de nombreuses graines velues.

## Systématique

### Origines et paléobotanique
Les paléobotanistes s'accordent à donner aux peupliers une origine fort ancienne, parmi les Angiospermes.
Le Suisse O. Heer attribue au genre Populus certaines empreintes de feuilles simples rencontrées dans le néocomien de Kome (lignite), sur la côte ouest du Groenland (P. primaeva Heer),.
Les Turanga seraient donc des formes primitives.
Il semble que ce n'est qu'au Sénonien que les représentants des autres sections sont apparus
.

### Principales espèces
Le genre Populus est divisé en six sections :
- la section Turanga : Populus euphratica Oliv., P. pruinosa Schrenk, P. ilicifolia (Engler) Rouleau,
- la section Populus :
  - la sous-section Albidae (peupliers blancs) : le peuplier blanc (Populus alba L.).
  - la sous-section Trepidae (trembles) : le tremble (Populus tremula L.), P. adenopoda Maximowicz, P.davidiana Dode, P. gamblei Dode, P. glandulosa Uyeki, le peuplier à grandes dents (P. grandidentata Michx), P. guzmanantlensis R.Vasquez & Cuevas, P. monticola Brandegee, P. ningshanica C. Wang et S. L. Tung, P. rotundifolia Griffith, P. sieboldii Miquel, P. simaroa Rzed, le Peuplier faux-tremble (P. tremuloïdes Michx), P. wulianensis S.B. Liang et X. W. Li.,
  - la sous-section Tomentosae : Populus guzmanantlensis A.Vázquez & Cuevas, Populus luziarum A.Vázquez, Muñiz-Castro & Padilla Lepe et Populus primaveralepensis A.Vázquez, Muñiz-Castro & Zuno.
- la section Aegiros (peupliers noirs) : une espèce européenne, le peuplier noir (Populus nigra L.), plusieurs espèces nord-américaines : Populus deltoides (Bartr.) Marsh. (plusieurs sous-espèces : P. deltoides subsp. deltoides, P. deltoides subsp. monilifera et P. deltoides subsp. wislizeni) et P. fremontii,
- la section Tacamahaca (peupliers baumiers) : Populus trichocarpa, P. amurensis Komarov, P. angustifolia James, P. balsamifera Mill., P. ciliata Wallich Royle ex, P. girinensis Skvortov, P. haoana W.C. Chen et C.Wang, P. hsinganica C. Wang & Skvortzov, P. Laurifolia Ledebour, P. hyrcana Grossh, P. intramongolica T.Y. Sun & E.W. Ma, P. kangdingensis C. Wang & S.L. Tung, P. keerqinensis T. Y. Sun, P. nakaii Skvortzov, P. pamirica Komarov, P. platyplylla T.Y. Sun, P. pseudomaximowiczii C. Wang & S.L. Tung, P. pseudosimonii Kitagawa, P. purdomii Rehder, P. qamdoensis C. Wang & S.L. Tung, P. schneideri (Rehder) N. Chao, P. simonii Carrière, P. suaveolens Fisch, P. szechuanica C.K. Schneider, P. trinervis C. Wang & S.L. Tung, P. wenxianica Z.C. Feng et J.L. Guo, P. wuana C. Wang & S.L. Tung, P. yatungensis C. Wang & S.L. Tung, P. yuana C. Wang & S.L. Tung, P. yunnanensis Dode,
- la section Leucoides : P. heterophylla L., P. lasiocarpa Olivier, P. pseudoglauca C. Wang & S.L. Tung, P. wilsonii C. K. Schneider,
- la section Abaso : représentée par la seule espèce Populus mexicana Wesm. ex DC., 1868 .

Les espèces naturelles ont été utilisées pour créer des cultivars depuis le XVIIIe siècle. Certains hybrides se sont fixés à l'état sauvage. On trouve les principales espèces de peupliers :
- Populus nigra - le peuplier noir (Asie et Europe) :
  - Populus nigra italica - le peuplier d'Italie ou de Lombardie,
  - Populus nigra napolitana - le peuplier de Naples,
  - Blanc de Garonne - cultivar créé à partir de populations locales,
  - Vert de Garonne - cultivar créé à partir de populations locales.
- Populus alba L. - le peuplier blanc,
- Populus trichocarpa Torr. & Gray ex Hook. - le peuplier baumier,
- Populus deltoides (Bartr.) Marsh. - Peuplier deltoïde (Canada) ou Peuplier à feuille deltoïde, mais cet arbre est aussi nommé « liard » (Canada), Peuplier de Virginie (Europe) ou encore Peuplier noir d'Amérique (Europe)
- Populus simonii - le peuplier de Simon,
- Populus tremula L. - le tremble,
- Populus yunnannensis - le peuplier du Yunnan,
- Populus canescens (Ait.) Sm. - le peuplier grisard (sans doute un hybride naturel de P. alba et P. tremula),
- Populus ×canadensis Mœnch - le peuplier hybride euraméricain (hybride de P. deltoides femelle et P. nigra mâle),
- les peupliers hybrides interaméricains - ensemble d'hybrides de P. trichocarpa et P. deltoides,
- Populus lasiocarpa Oliv., 1890 - peuplier de Chine,
- Populus berolinensis - Peuplier de Berlin,

## Sylviculture

### Utilisations du bois
Ce bois blanc tendre et léger (1,2 sur l'échelle de Chalais-Meudon) est facile à coller, à teindre, à peindre, à clouer et à agrafer, mais il se scie et se ponce difficilement.
Au siècle dernier, dans les régions de production, il servait de bois de charpente; léger et résistant, on l'utilisait comme volige, chevron ou poutre en tronc entier.
Les peupliers sont cultivés de façon industrielle par des « populiculteurs » dans des zones dédiées dites peupleraies ou ramiers en région toulousaine.
Les belles billes servent au déroulage. On en fait des panneaux (lattés, contreplaqués), boîtes à fromage, emballages légers pour fruits et légumes, bourriches d'huîtres ou allumettes. La seconde qualité est généralement valorisée pour la fabrication de palettes, de cagettes ou de pâtes à papier.
La loupe de peuplier est également utilisée en coutellerie.

### Séquençage génétique
Le peuplier (Populus trichocarpa) a été le premier arbre dont le génome a été entièrement séquencé. Il a été choisi pour son « petit » génome qui contient 485 millions de paires de bases (le génome du pin en contient 40 à 50 fois plus) réparties sur 38 chromosomes. L'autre critère de choix a été la capacité de cet arbre à grandir de 5 m par an, permettant d'évaluer efficacement les modifications génétiques. Environ 45 500 gènes codant des protéines ont été identifiés.
En 2007, des chercheurs de l'Université de Washington ont développé un peuplier OGM capable de métaboliser et détruire le trichloréthylène souillant des sites industriels pollués.

### Maladies et parasites
De nombreux clones sélectionnés pour leur croissance rapide, et dont l'évapotranspiration a été maximisée se sont finalement rapidement montrés particulièrement vulnérables à certains insectes défoliateurs puis aux rouilles du peuplier (maladies fongiques dues à des champignons microscopiques qui semblent systématiquement s'adapter après quelques années aux clones sélectionnés pour leur résister), en dépit d'une nette amélioration de la qualité de l'air en termes de pluies acides.
En termes de bonnes pratiques pour la santé des forêts, - comme pour les plantations monoclonales de résineux ou d'eucalyptus - on recommande maintenant d'au moins réintroduire un peu de diversité génétique par un mélange de plusieurs clones ou hybrides, comme stratégie de lutte contre les épidémies et parasitoses. Des stratégies de lutte intégrée sont aussi recommandées, dans une démarche de gestion plus durable des peupleraies encouragée à échelle mondiale par la FAO.
Des logiciels d'analyse automatique de photographie permettent maintenant de mieux mesurer l'état des houppiers (décoloration, défeuillaison du houppier) en tenant compte des caractéristiques de différents hybrides.
Les larves de quelques espèces de coléoptères parasitent le peuplier :
- Petite saperde du peuplier (Saperda populnea),
- Grande saperde du peuplier (Saperda carcharias),
- Agrilus surovori (Parasite de faiblesse, sur jeunes peupliers),
- Agrilus viridis (Parasite de faiblesse, sur jeunes peupliers),
- Agrilus ater (Parasite de faiblesse, sur peupliers plus âgés),
- Charançon de la patiente (Cryptorhynchus lapathi).

Les papillons dont les chenilles consomment des feuilles de peupliers sont :
Les papillons de nuit (hétérocères) suivants (classés par famille) se nourrissent de peuplier : 

- écaille du plantain (Erebidae)
- cabère pustulée (peuplier noir)
- cidarie du peuplier (peuplier tremble)
- cidarie à bandes vertes (peuplier tremble)
- phalène ondulée (Geometridae)
- bombyx du peuplier
- bombyx du trèfle
- bombyx feuille de l'yeuse
- laineuse du prunellier
- petite Feuille-morte (Lasiocampidae)
- découpure
- déplacée
- lichénée bleue
- xyline du chêne (Noctuidae)
- bois veiné
- bombyx dictaeoïde
- demi-lune grise
- notodonte porcelaine
- vinule (Notodontidae)
- sphinx demi-paon
- Sphinx du peuplier(Sphingidae)
- Petite sésie (Sciapteron tabaniformis)
- Grande sésie (Aegerias apiformis)
- cossus du peuplier (Lamellocossus terebra)
- Zeuzère du poirier, non spécifique du peuplier

(Voir aussi ces papillons sur le Wiktionnaire)
Un autre invertébré parasite fréquent du peuplier est le puceron lanigère (Phloeomyzus passerinii)

### Sylviculture des peupliers
La culture de peuplier repose sur trois piliers essentiels : la qualité du cultivar utilisé, la qualité de la station et les traitements appliqués à la culture.
La sylviculture appliquée se base prioritairement sur les modes de régénération privilégiés par tel ou tel groupe de peupliers. Ainsi la sylviculture des trembles utilise leurs capacités à spontanément drageonner alors que la gestion des peupliers des zones désertiques (P. euphratica, P. fremontii…) se basera préférentiellement sur la reproduction sexuée.

#### Les peuplements naturels
Les différences entre les espèces de peupliers sont aussi importantes qu'il n'y a de similitudes dans la gestion de leurs peuplements naturels. Dans les régions chaudes et sèches ou dans les régions proches du Cercle Arctique, les peupleraies se confinent aux plaines inondables et aux bords de cours d'eau où elles constituent le plus souvent des peuplements étroits (ripisylves) presque purs ou mélangés d'aulnes et de saules, en taches ou rubans sur plusieurs kilomètres.
Dans la forêt boréale et la forêt tempérée, les peupliers sont communément rencontrés soit en formations pures soit en peuplements mélangés.

##### La régénération asexuée
Dans le passé, la régénération des peupliers (peupliers blancs, baumiers, noirs, trembles, etc.) était probablement principalement conditionnée par :
- le travail des castors (autrefois présent dans tout l'hémisphère nord) avec notamment le castor géant d'Amérique du Nord, dit castor géant du Nebraska (Castoroides ohioensis), long de 3 mètres qui n'a disparu qu'il y a environ 10 000 ans à la fin de la dernière glaciation) ;
- les incendies (dans les régions plus sèches) ;
- les perturbations induites par l'activité et la divagation des cours d’eau (érosions, alluvionnements, inondations…)
- les perturbations induites par les migrations de grands mammifères (mammouths notamment) qui cassaient et enterraient des branches en favorisant le bouturage.

Le drageonnement est la voie de reproduction naturelle qui semble avoir été privilégiée par les trembles. Elle a localement conduit à la création de peuplements à dominantes monoclonales et ce sans aucune intervention de l'homme. L'évolution d'un arbre issu de semis vers un peuplement monoclonal prend des dizaines de siècles. Dans la région des Grands Lacs et l'Alaska, la taille moyenne de ces peuplements monoclonaux varie de 2 à 8 ares ce qui est très faible comparé aux peuplements des Montagnes Rocheuses. Dans le sud de l'Utah, le peuplement monoclonal naturel Pando couvre 43 ha, ce qui en fait probablement le plus grand organisme vivant du monde. Il est composé de 47 000 tiges et pèse, selon les estimations, 6 000 tonnes (Grant et al. 1992).
Les peuplements de trembles sont habituellement exploités en « coupe rase ». Des essais de coupes progressives ont provoqué un moins bon drageonnement et une croissance plus faible des pousses, la présence d'un étage arboré aussi diffus soit-il semblant défavoriser la régénération massive et rapide de ces peupliers. La performance du drageonnement est également conditionnée par la température du sol, des réserves en hydrates de carbone du système racinaire, du génotype, de la présence de déprédateurs (grands herbivores, insectes…), des conditions de récolte et de nombreux autres paramètres (Maini 1967 ; Zasada et Schier 1973 ; Shepperd et Fairweather, 1994). L'exploitation forestière doit être particulièrement respectueuse du sol si l'on veut s'assurer d'un bon drageonnement. Les phénomènes de compaction et les blessures de l'appareil racinaire (favorisant la diffusion de l'armillaire) et diminuant d'autant les capacités du peuplement à se régénérer (Navratil et al. 1996). Dans les sites où la régénération est optimale, on compte de 30 000 à 100 000 drageons par hectare.
Bien que moins prolifique que les trembles, le P. balsamifera a également une propension à drageonner. Par exemple dans les forêts boréales occidentales du Canada on compte 3000 tiges/hectare après exploitation (Navratil et Bella, 1990). Le P. balsamifera compte également d'autres stratégies de régénération végétative (bouturage, rejet de souche…).
D'autres peupliers drageonnent, mais se reproduisent également par d'autres méthodes de régénération végétative ; rejets de souches, bouturage ou décurtation (beaucoup plus rare). Pour ces espèces, la régénération végétative est privilégiée dans les conditions stationelles moins favorables.

##### La régénération sexuée
Moins importante dans le développement de la sylviculture des tremblaies hors vallée, elle est par contre essentielle pour les systèmes forestiers ripuaires. La durée de vie de la graine étant très courte (moins de deux à trois semaines), il est impératif que la période d’ensemencement coïncide avec la fin des inondations. La réussite du semis est conditionnée par un lit d'ensemencement humide, complètement dépourvu d'autres végétaux et bien ensoleillé. Ces conditions sont généralement remplies sur les grèves, atterrissements et terrasses soit érodées par les crues, soit
nouvellement créées par les dépôts alluvionnaires. La simultanéité entre la fin des crues et la période d’ensemencement des peupliers est le fruit de longues années d'évolution. Les interventions sur les cours d'eau comme leur détournement, la stabilisation des berges, la création de barrage, les pompages, diminuent voir rendent impossible la régénération naturelle. Bien que les graines puissent se déplacer sur plusieurs kilomètres grâce notamment aux courants de convection (ou en cas de grands vents), la plupart du temps elles se déposent à peine à une centaine de mètres de leurs génitrices.

#### La sylviculture des trembles
Les règles de gestion des trembles sont relativement simples. Les trembles ont été appelés par Graham et al. (1963) les arbres phoenix et ce pour la raison qu'ils peuvent en un à deux ans après perturbation de leur milieu (exploitation, tempête, incendie…) reconquérir et dominer le site. La sylviculture la plus communément appliquée est basée sur la régénération naturelle par drageonnement et n’est suivie d'aucun autre traitement jusqu'à l'exploitation. La
forte concurrence entre les plants assure une sélection rapide dans le peuplement. Des baisses de croissance ou autres effets liés à la densité n’auraient que peu d'impacts sur la production volumique ; en fait les peuplements denses sont moins susceptibles d'être affectés par les attaques d'insectes et les maladies. Lexploitation à blanc étoc continue d'être le système d'exploitation dominant (notamment sur le continent
nord-américain). Cela dit, les exigences de gestion durable de la forêt ont impliqué la pratique de certaines variantes. Par exemple dans l'Alberta, sur la coupe, l'Alberta Pacific Corporation laisse sur pied ±5 % du volume à exploiter afin d'atteindre les objectifs de la conservation de la nature (Stelfox 1995). Toujours dans l'Alberta, dans la gestion des peuplements mixtes trembles - conifères, les peupliers sont exploités en premier afin de permettre le maintien des conifères. Le but n'en est pour autant pas l'élimination des trembles, mais bien le maintien de la forêt mixte. Dans le nord des Grands lacs, l'Administration forestière oriente sa gestion pour favoriser la conversion de certaines peupleraies vers des systèmes forestiers à espèces longévives (selon les mêmes principes que la conversion du taillis en futaie appliquée en Europe). Le maintien d'arbres sur la mise à blanc diminue fortement la vigueur et la croissance des drageons. Perala (1977) indiquait que 2,4 à 3,6 m2 ha−1 de tiges sur pied sur la coupe réduisaient la croissance des drageons de 35 à 40 %. Par contre Doucet (1989) citait des exemples de parcelle ayant un bon drageonnement malgré la conservation de 14 m2 ha−1 d'arbres sur pied. Une autre étude du Superior National Forest of Minnesota menée par Stone et al. (2000) indiquait qu'une réserve de 75 arbres/ha uniformément répartis diminuait le drageonnement de 33 à 41 %, mais sans pour autant affecter la croissance de ceux-ci. En pratique, les arbres laissés sont soit répartis uniformément sur la parcelle, soit concentrés en petits groupes de 10 à 30 arbres. La taille recommandée des surfaces d'exploitation par mise à blanc est de l'ordre de 4-5 ha et celles-ci doivent être idéalement dispersées dans des peuplements âgés. Dans les bons sites (index stationnel de 24,5 m à 50 ans), les exploitations ont une rotation de 25 à 30 ans avec une surface terrière de 25 à 30 m2 ha−1 (Perala 1977).

#### La sylviculture des autres espèces de peupliers
Pour les autres peupliers, les conditions d'exploitation peuvent être semblables, mais nombre de peupleraies naturelles sont souvent remplacées par des plantations. Dans les formations forestières liées aux cours d'eau à fortes perturbations, les peupliers sont parmi les premiers colonisateurs avec les saules et les aulnes. Selon les cas, ces formations forestières peuvent évoluer vers des peuplements dominés par des essences plus longévives. La sylviculture des
peuplements naturels peut présenter plusieurs scénarios adaptés aux types de peuplements (mélangés ou purs) et aux objectifs attendus (évolution vers un autre faciès forestier ou pérennisation de la peupleraie). Dans ces peupleraies, les éclaircies, quand cela s'avère possible, sont pratiquées très tôt et fréquemment. Généralement l'exploitation des peupliers est réalisée par la méthode des mises à blanc qui permet ensuite la régénération avec la même espèce. Cette méthode est cependant contre-indiquée pour certaines espèces (P. euphratica, P. pruinosa…) occupant les zones désertiques, car elle fragilise le peuplement et hypothèque la régénération naturelle. Dans ces types de peuplements, on choisira des exploitations d'arbres isolés ou par groupes de quelques arbres (4-5) afin de conserver un état forestier protecteur tout en assurant aux rejets ou aux semis des conditions suffisantes de développement. Quand les jeunes plants ont dépassé le stade critique, on peut agrandir les « cônes » de régénération. Cela dit, les régénérations naturelles sont essentiellement axées sur la colonisation de
nouveaux sites via l'ensemencement et moins par la régénération sur même site même si cette dernière est fréquente pour les espèces drageonnant aisément.

### Pépinières
Un des grands avantages des peupliers est que le matériel de qualité supérieure peut être rapidement disponible en grande
quantité. C'est d'autant plus vrai pour les peupliers des sections Aigeros et Tacamahaca dont le bouturage est
relativement facile. La multiplication chez les trembles est un peu plus difficile car elle nécessite des boutures avec
talon racinaire appelées barbatelles.
Les produits de la pépinière peuvent être assez différents selon le mode de propagation, les coûts, le type de plantation
envisagé, les conditions de plantation… Les boutures non racinées sont produites à partir de bois d'un an et varient selon les modes de production du mini bouturage (2-3 cm) au bouturage plus classique (15 cm à maximum 100 cm).
Dans le cadre d'une production intensive avec des densités de plantation supérieures à 700 tiges/ha, on emploiera préférentiellement des boutures classiques. Ce type de plantation nécessite une préparation du sol comparable à une culture agricole traditionnelle et demande un contrôle de la végétation adventice aussi minutieux. Pour des plantations moins denses (< 400 tiges/ha), on préfèrera l'emploi de plançons ; la longueur de ceux-ci peut varier entre 1,5 m et 5 ou 6 m. Ce type de matériel permet les replantations dans des milieux plus difficiles (tels qu'en forêts) et le contrôle de la végétation devenant adventice moins crucial. Ces plançons sont produits à partir des boutures classiques, installées à +/- grande densité selon les conditions climatiques (température, ensoleillement…) et le calibre des boutures désiré. Ainsi, dans la plaine du Mississippi, les écartements sont typiquement de 0,3 m × 0,3 m soit légèrement moins de 0,1 m2/plant ; les plançons sont produits en 1 ou 2 ans et dans ces conditions, l'irrigation est fréquente. Ces fortes densités sont pratiquées afin d’empêcher le développement de branches latérales ce qui permet de réduire fortement l'habillage des plants ; cette pratique fonctionne particulièrement bien avec les P. deltoïdes et P. ×euramericana, mais moins avec les hybrides moins héliophiles tels que P. trichocarpa × P. deltoïdes ou P. trichocarpa × P. nigra.
Autre exemple, en Belgique, la densité pratiquée est de 5000 à 10 000 plants / ha soit des écartements de 1 m × 2 m à 1 m × 1 m. Classiquement, les plançons sont produits en 2-3 ans selon les cultivars ; l'irrigation y est rare mais la production nécessite une main-d'œuvre importante pour l'habillage des plants. Les plants de trembles peuvent être transplantés à
partir de barbatelles d'un an soit à la taille d'un semis d'un an (60 à 100 cm). La production de plants en container est plus anecdotique. Elle peut être réalisée soit à partir de semis, de mini boutures, de boutures ‘en vert’ ou de boutures de racine (tremble). Elle n'est quasiment pas utilisée en Europe et est commune pour des plantations en milieux arides.
La compétition entre le peuplier et la végétation adventice est importante et il est d'autant
plus nécessaire de la réduire que les plants installés sont petits. Plusieurs méthodes peuvent
être envisagées :
- Méthode mécanique : dans les parcelles plantées densément, une préparation du sol est nécessaire. Bien pratiquée elle permet de réduire de façon importante la végétation adventice. Lorsque l'écartement le permet, il est encore possible de désherber mécaniquement entre les lignes.
- Méthode chimique : un arsenal d'herbicides déjà employés dans l'agriculture existe et est bien connu. Les plus utilisés des deux côtés de l'atlantique sont à base de glyphosate. Les traitements sont particulièrement nécessaires pendant les premières années dans les plantations à fortes densités ou dans les sites à forte pression herbacée comme les plantations en prairie.
- Méthode du mulching : plus naturel, il permet le contrôle de la végétation pendant une certaine période, mais après, celle-ci réapparaît ; son emploi permet d'améliorer l'économie hydrique, mais crée également un abri pour les rongeurs.
- Méthode du film plastique : c'est une variante du mulching, la couverture est assurée par un film plastique. Cette technique est notamment pratiquée dans certaines régions d'Europe afin d'optimaliser la réserve hydrique du sol et de limiter l'emploi de phytocides.

En pépinière, les problèmes essentiels sont liés aux maladies telles que les rouilles, le Marssonina sp. et les dépérissements de pousses. Ces derniers étant favorisés par de fortes attaques des deux premières maladies, c'est sur celles-ci que vont se concentrer les efforts du pépiniériste.
Les maladies foliaires et en particulier les rouilles feront l'objet de traitements appropriés (emploi des fongicides agréés selon les états). Les dépérissements des pousses sont causés par de nombreux agents différents comme Discosporium populeum, Cytospora chrysosperma, Phomopsis oblonga…
Les déprédateurs les plus gênants en pépinière sont les défoliateurs comme les chrysomèles et les altises (notamment Chrysomela scripta aux États-Unis) et les insectes xylophages tels que les sésies et les saperdes. Ici aussi des insecticides adaptés existent et peuvent être utilisés selon les législations nationales.

### Plantations
Le sol idéal est bien aéré, riche, bien alimenté en eau et suffisamment profond (profondeur de la nappe à plus d'un mètre). Il a une texture limoneuse +/- légère avec un pH eau compris entre 5 et 7,5 (Baker et Broadfoot 1979). Mais en fait, chaque espèce et hybride de peupliers a ses exigences ou ses tolérances propres (le P. tremula supportera mieux les sols acides, le P. heterophylla les stations mouilleuses, le P. euphratica les sols halomorphes…).
Les distances de plantations dépendent de l'espèce concernée et du produit envisagé. Dans le cadre d'une production de bois d’œuvre de haute qualité et sans éclaircie, les plantations sont réalisées à très faible densité (entre 150 et 220 plants / ha) comme cela se pratique notamment en Europe. Dans les zones méridionales ce type de culture peut être associé à des spéculations agricoles telles que la production de blé, de betterave, de produits maraîchers, de soja… Des densités plus importantes sont pratiquées notamment aux États-Unis, avec des écartements variant de 1600 à 625 tiges / ha. Sans éclaircies, le produit de ces plantations alimentera l'industrie de la cellulose ou des panneaux (par ex. OSB). Dans d'autres régions comme la Chine, où les fortes densités sont régulièrement usitées, les bois d'éclaircies servent notamment comme petit bois de construction, bois pour les manches d'outils ou encore comme combustible.
Les densités pratiquées dépendent également de l'espèce ou de l'hybride cultivé ainsi que des objectifs de la plantation. Outre la production de bois, les peupliers sont également largement utilisés pour la restauration des sols, comme brise vent, comme barrière à l'ensablement, comme parasol, pour l'alimentation animale, pour l'industrie pharmaceutique, pour
l'ornementation ou encore en phytoremédiation.

#### Les cultures en alignements

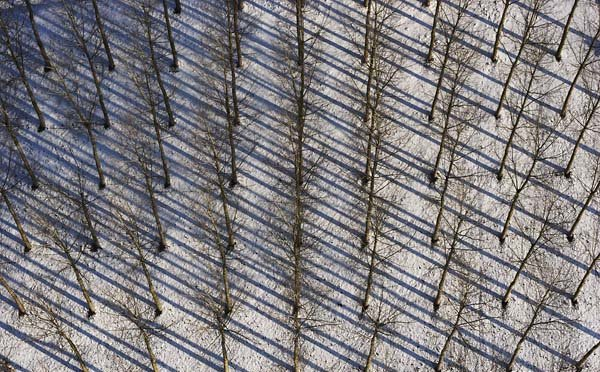
Vue aérienne d'une peupleraie enneigée.

Les plantations en alignements sont largement pratiquées à travers le monde. Elles répondent à différents objectifs plus ou moins cumulables selon les cas. Les alignements permettent d'allier production de bois d'œuvre et activité agricole (culture ou élevage) mais cela est loin d'être leur seule fonction. Ainsi, ils sont largement utilisés comme brise-vent (notamment à l'aide de P. nigra var ‘Italica’), dans la lutte contre l'ensablement, comme arbre de bord de voirie (route, canaux…), pour l'ombrage ou pour leurs qualités ornementales.
Les écartements varient en fonction des objectifs alloués à l'alignement. En plantation brise-vent, les écartements varient entre 2 et 4 m. Dans la lutte contre l'ensablement ou en fixation de terre, les densités peuvent être largement augmentées (écartements entre 0,5 m et 4 m). Les plantations orientées vers la production de bois d'œuvre ont des écartements plus larges (généralement entre 4 et 12 m).
La production en alignement est plus rapide qu'en peuplement, mais nécessite plus d'entretien si l'on veut produire du bois de grande qualité (tailles de formation, élagages et émondages plus fréquents). Par exemple, en Belgique, la croissance du P. × euramericana ‘Robusta’ est en moyenne de 5 cm/an en peuplement forestier, mais atteint facilement 7 cm/an en alignement.

#### Les cultures à courtes rotations
Ce système de culture est devenu très en vogue à travers le monde, l'objectif étant la production de biomasse en un temps très court pour la production cellulosique ou plus fréquemment comme biocombustible. Ce type de production ligneuse nécessite les mêmes conditions que l'agriculture classique : un travail du sol, des traitements herbicides (de pré-émergence et de post-émergence) les premières années et après chaque récolte, parfois des traitements insecticides (si attaques d'insectes défoliateurs) et des apports en fumure relativement importants. Dans les régions semi-arides et bien ensoleillées, l'irrigation ou la fertirrigation (injection d'éléments nutritifs avec l’eau d’irrigation pour leur permettre d’être rapidement absorbés par les cultures) y est assez commune.

### Législation relative au peuplier

#### En France
Le peuplier ne fait pas l'objet d'une législation spécifique, mais par contre d'un abondant contentieux, qui recouvre des situations très diverses, qu'il s'agisse des chutes d'arbres, de l'aménagement foncier, des baux ruraux, des travaux menés par les collectivités publiques, du défrichement, des plantations, de l'exploitation des coupes, du débardage, de la fiscalité, des dégâts du gibier, de l'incendie, des inondations, des bords de rivière, des relations de voisinage, ou de l'usufruit (v. bibliographie).
Par ailleurs, en raison du statut particulier des populicultures (à mi-chemin entre la forêt et l'agriculture), savoir si les peupleraies étaient ou non régies par le Code forestier a été longtemps discuté. On peut considérer aujourd'hui, sur la base de deux circulaires et du contentieux (jurisprudence), que les peupleraies sont soumises à la législation du Code forestier relative au défrichement.

#### Hors de France
Dans certains pays, des subventions ou déductions fiscales, peuvent être accordées aux populiculteurs, à certaines conditions. Les labels et assertions techniques, étiquetages ou affichages environnementaux doivent aussi, quand ils existent, respecter la réglementation

## Utilisation pour laphytostabilisationouphytoremédiation
Le peuplier présente la caractéristique de pousser très rapidement, et plus encore pour clones d'hybrides sélectionnés pour une croissance encore plus rapide. Et, corrélativement – comme le saule – quand il ne manque pas d'eau, il évapotranspire une grande quantité de vapeur d'eau, ce qui lui fait jouer – dans une certaine mesure – un rôle de filtre entre la nappe phréatique et la vapeur d'eau qu'il rejette dans l'air. Ce faisant, il peut cependant se contaminer en bioaccumulant certains toxiques dans son bois ou son écorce, ou au contraire les éliminer (comme déchet métabolique ou via ses feuilles mortes, pollens, graines ou exsudats racinaires…).
Certaines plantes se montrent capables d'absorber de grandes quantités de métaux lourds, de radioisotopes ou de polluants organiques et parfois de les dégrader, en disposant par exemple de mécanismes de détoxication face au trichloroéthylène qui est toxique et génotoxique.
Le peuplier fait partie des plantes pouvant absorber et dégrader le trichloroéthylène (TCE), un polluant fréquent des nappes dans les régions industrielles et urbaines.
Des tests faits aux États-Unis dans les années 1990 avec des peupliers hybrides (Populus trichocarpa × P. deltoides ; clones H1-11 and 50-189, plantés dans un sol à aquifère artificiel (irrigué par une eau volontairement polluée par du trichloréthylène) ont montré que ces peupliers absorbaient du TCE et en dégradaient une partie en plusieurs déchets métaboliques connus : trichloroéthanol, acide trichloroacétique et acide dichloroacétique). Une autre partie (moins de 5 % lors d'une des expériences, mais ce taux pourrait être différent dans la nature) était évacuée via l’évapotranspiration (« phytovolatilization », habituellement mesurée en culture sous serre), en quantités mesurables.
Il s'agit bien d'une biodégradation qui ne résulte pas de l'activité de bactéries de la rhizosphère ou de symbiotes fongiques du peuplier (qui existe aussi par ailleurs pour un certain nombre de polluants), car en laboratoire des cultures pures de cellules de peupliers dégradent effectivement le trichloréthylène, en produisant les mêmes produits métaboliques intermédiaires.
Les peupliers ou leurs cellules exposées à du trichloréthylène marqué au radiocarbone 14 (traceur) produisent aussi du dioxyde de carbone radiomarqué ce qui montre qu'il y a bien eu dégradation du trichloroéthylène au niveau cellulaire.
Des boutures de peupliers plantées dans un sol pollué par le TCE ont produit les mêmes métabolites.
En laboratoire, le degré d'oxygénation de la rhizosphère semble avoir peu d’importance.
L'extraction augmente avec l'évapotranspiration (indice métabolique) et n'est donc efficace que durant la saison de croissance, mais avec, semble-t-il, un très bon rendement : « au moins 95 % du TCE supprimés » pour le TCE solubilisé dans le flux d'eau entrant dans les cellules des arbres. Il faut néanmoins que le TCE soit très dilué, car il est toxique pour les cellules du peuplier, qu’il tue au-dessus d’une certaine dose. D’autres contraintes environnementales doivent être prises en compte pour prédire la capacité des peupliers à dépolluer un sol de son TCE,.
Ces travaux ont suggéré que le peuplier pouvait avoir un potentiel supplémentaire en matière de phytoépuration des sols in situ, à des coûts inférieurs de 20 % environ à ceux des techniques classiques de dépollution (d'autres essences pourraient aussi peut-être avoir une telle aptitude).
Il existe en outre des bactéries de la rhizosphère du peuplier qui peuvent aussi efficacement extraire le trichloroéthylène de la nappe et du sol.

## Symbolique

### Calendrier républicain
- Dans le calendrier républicain, le Peuplier était le nom attribué au 9e jour du mois de pluviôse[30].

## Commerce
En 2014, la France est nette exportatrice de peuplier, d'après les douanes françaises. Le prix à la tonne à l'export était d'environ 64 €.